# مارسين براشنيو
مارسين براشنيو (بالإنجليزية: Marcin Prachnio؛ مواليد 14 يوليو 1988) هو مقاتل فنون القتال المختلطة بولندي.

## وصلات خارجية
- مارسين براشنيو على موقع يو إف سي (الإنجليزية)
- مارسين براشنيو على موقع شيردوغ (الإنجليزية)
- مارسين براشنيو على موقع Tapology.com (الإنجليزية)
- مارسين براشنيو على موقع IMDb (الإنجليزية)